# چوباکا
چوباکا (به انگلیسی: Chewbacca) با نام مستعار « چویی » یکی از شخصیت‌ های تخیلی در مجموعه‌          جنگ ستارگان است. چوباکا دوست وفادار و همکار هان سولو است و در سفینهٔ فضایی سولو به نام میلینیوم فالکون، کمک خلبان است . 

## شخصیت
چوباکا از نژاد تخیلی ووکی است که موجوداتی دو پا ، قد بلند ، پشمالو و هوشمند در سیاره‌ی تخیلی کاشیک زندگی می کنند. چوباکا، تقریبا 200 ساله است. پس از اینکه او و هان سولو از اسارت امپراتوری در میمبان فرار می کنند، همدم هان سولو جوان می شود. پس از یک سری ماجراجویی در وندور، تجارت قاچاق را آغاز می کند و به عنوان کمک خلبان هان در میلینیوم فالکون برای بقیه عمر هان خدمت می کند.
چوباکا با قد 8 فوت (2.4 متر) با موهای بلند پوشیده شده و فقط یک باندولیر می پوشد. سلاح منتخب او کمان ووکی (یک سلاح کمان متقابل با انرژی جهت دار) است. چوباکا فقط به زبان مادری خود شیریووک صحبت می کند (که شبیه صدای غرغر حیوانات است). او می تواند انگلیسی را بفهمد، اما از نظر فیزیکی قادر به صحبت کردن نیست. هان سولو نیز به خوبی زبان شیریووک را درک می کند.
چوباکا به عنوان یکی از "بزرگترین طرفداران" در تاریخ فیلم توسط اینترتینمنت ویکلی نامگذاری شد.

## خلق شخصیت
خلقت چوباکا تحت عنوان یک "کمک خلبان ملایم، مودار، غیر انگلیسی زبان" از جورج لوکاس الهام گرفته شد که منشا گرفته از سگ خود او است که وقتی روی صندلی مسافر ماشینش نشسته بود، این ایده را در ذهنش ایجاد کرد. گفته می شود که نام چوباکا از کلمه собака (سوباکا)، کلمه روسی برای سگ گرفته شده است.
چوباکا در شش حضور اولش روی پرده، توسط پیتر میهیو ایفای نقش شد که انتخاب او به علت قدش که 7'3 اینچ (2.2 متر) بود، بوده است. لباس های تن او در واقع کت و شلوارهایی بودن که از موی یاک و موهر ساخته شده بودند. در انتقام سیث (2005)، کت و شلوار، از مواد راحت تری ساخته شده بود، با وجود اینکه فیلمبرداری میهو فقط یک روز طول کشید. تحت گریم لباس میهو، فقط چشمان آبی او دیده می شد. اما طرفدارانش، به راحتی او را با شکل حرکاتش تشخیص دادند. همکارانش ادعا می‌کردند که می‌توانند تشخیص دهند که چه زمانی یک بدلش جای او را گرفته است.
صدای چوباکا توسط طراح صدای سگانه اصلی، بن برت ایجاد شده که ریشه آن، صدای ضبط شده از ماهی های دریایی، شیرها، شترها، خرس ها، خرگوش ها، ببرها و گورکن ها در باغچه شخصی برت است.[10] ضبط‌هایی با نسبت‌های مختلف مخلوط شده ی صدا برای گفته‌های مختلف چوباکا در نظر گرفته شد. یکی از برجسته ترین عناصر در صدا، خرس سیاهی به نام تاریک، از باغ وحش هپی هالو در سن خوزه، کالیفرنیا بود.
لباس اصلی توسط استوارت فری‌بورن و همسرش کی فری‌بورن ساخته شد که بخش نیم تنه آن توسط خود آنها با دست بافته شده. در طول پیش تولید نیرو بر میخیزد، نیل اسکنلان، ناظر جلوه‌های ساخته شده، اظهار داشت که لباس اصلی چوباکا بسیار پیچیده‌تر از آن چیزی بود که آنها در ابتدا تصور می‌کردند. این مسئله باعث شد او تلاش خود برای ساخت لباس جدید را به طول مطلق کنار بگذارد و ترجیح داد به عقب برگردد و کار فری‌بورن را مطالعه کند تا بتواند بهتر از نحوه کارکرد آن سر در بیاورد و سعی کند از آن تقلید کند.